# Bik (rijeka)
Bik (rum. Bîc, Bâc) je rijeka u Moldovi, desna pritoka rijeke Dnjestar.
Rijeka Bik izvire u šumama gorja Kodri. Glavni grad Moldove Kišinjev leži na rijeci Bik. Pored grada Kišinjeva je izgrađena brana s akumulacijskim jezerom površine 10 km², koje služi kao rezervar pitke vode. Rijeka Bik tijekom ljeta najčešće presuši i pretvori se u niz bara. Vrlo je zagađena.

## Vanjske poveznice
|  | Zajednički poslužitelj ima još gradiva o temi Bik (rijeka) |